# دانزل (مغني)
دانزل (بالإنجليزية: Danzel)‏ هو مغني ودي جيه بلجيكي، ولد في 9 نوفمبر 1976 في بيفيرن في بلجيكا. معروف بأغنيته «بمب ات أب!» التي حققت الوصول للمراتب العشر الأولى في العديد من الدول الأوروبية، والمرتبة 11 في ترتيب المملكة المتحدة للموسيقى المنفردة.

## وصلات خارجية
- الموقع الرسمي
- دانزل على موقع IMDb (الإنجليزية)
- دانزل على موقع ميوزك برينز (الإنجليزية)
- دانزل على موقع أول ميوزيك (الإنجليزية)
- دانزل على موقع ديسكوغز (الإنجليزية)